# Mateo 1
Mateo 1 es el primer capítulo del Evangelio de Mateo en el Nuevo Testamento. Contiene dos secciones distintas. La primera enumera la genealogía de Jesús desde Abraham hasta su padre legal José, el esposo de su madre, María. La segunda sección, que comienza en el versículo 18, proporciona un relato del nacimiento virginal de Jesucristo.

## Texto

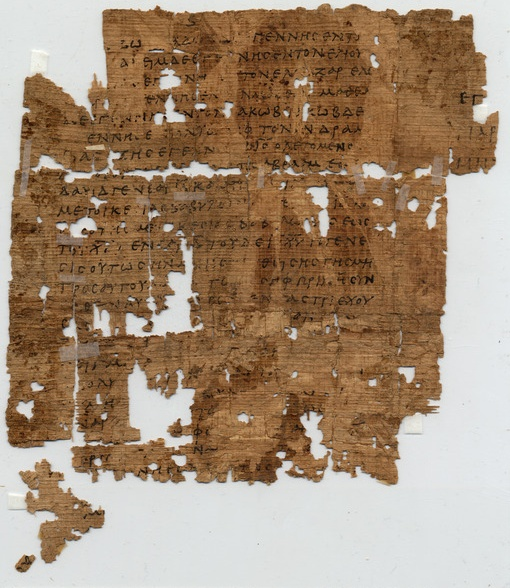
Mateo 13:14-20 en el reverso del Papiro 1 (~250 d. C.).

El texto original fue escrito en griego koiné. Este capítulo está dividido en 25 versículos.

### Testigos textuales
Algunos de los primeros manuscritos que contienen el texto de este capítulo son:
- Codex Vaticanus (~ 325–350; completo).
- Codex Sinaiticus (~ 330–360; completo).
- Codex Washingtonianus (~ 400).
- Codex Bezae (~ 400; versículos existentes 21-34).
- Codex Ephraemi Rescriptus (~ 450; versículos existentes 3-34).

## La genealogía

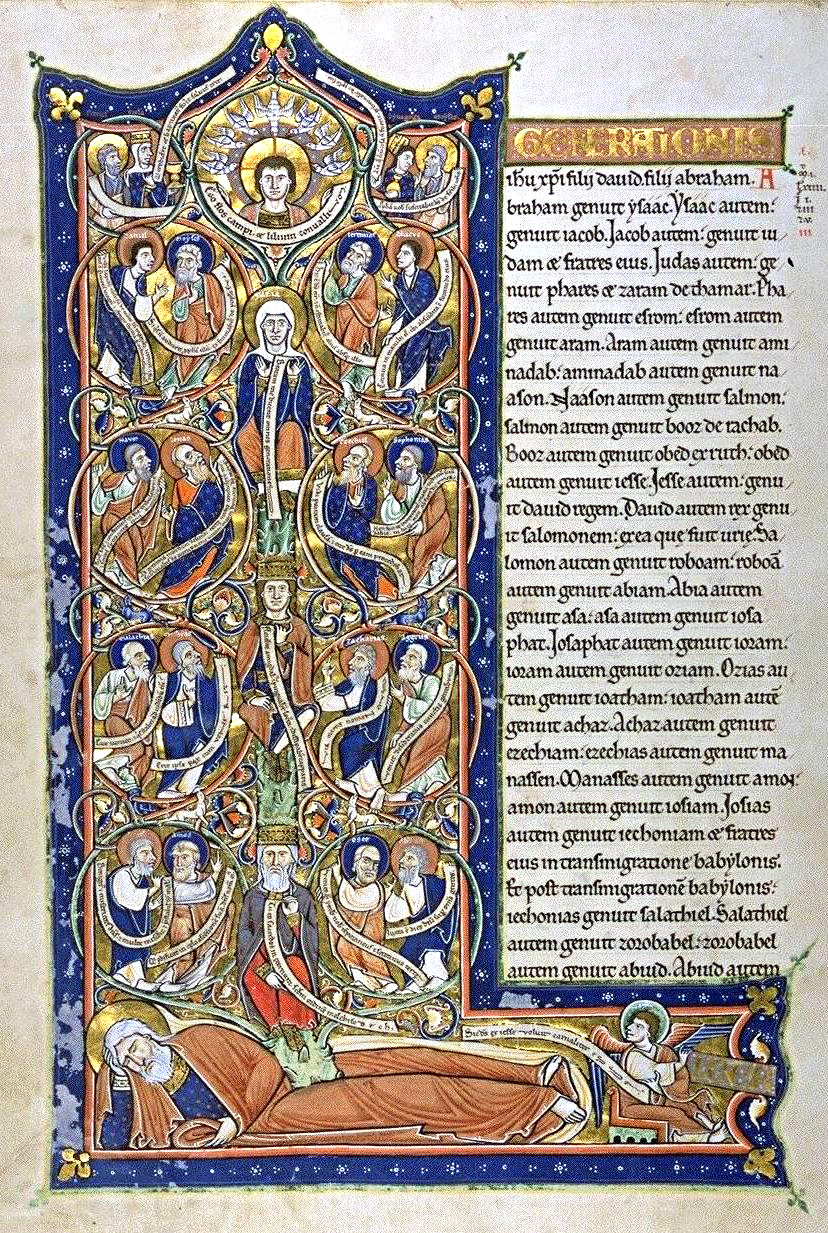
La genealogía en Mateo fue tradicionalmente ilustrada por un Árbol de Jesé, mostrando la ascendencia de Jesús desde Jesé, padre del rey David.

### Mateo 1:1-17
Mateo comienza con la genealogía de Jesús, establecida en tres etapas cada una de 14 generaciones: de Abraham a David, de David al exilio babilónico y de allí al padre legal de Jesús, José, el esposo de María, su madre. La lista se abre y cierra con un título significativo para Jesús como «Jesucristo» (Mateo 1:1, 18; título rara vez usado en el Evangelio de Mateo). Las palabras iniciales del evangelio muestran que está escrito por un judío para lectores judíos. La genealogía demuestra que Jesús proviene de la simiente de Abraham y pertenece a la casa de David, y así es su heredero. El Evangelio también afirma que Jesús es, de hecho, el Hijo de Dios, y José, por lo tanto, en realidad no es el padre de Jesús. Legalmente, sin embargo, José es el padre de Jesús y algunos estudiosos sostienen que la paternidad legal es de suma importancia. Ra McLaughlin argumenta que el evento central en este pasaje es en realidad la adopción de Jesús por parte de José (lo que significa su nombre del niño), lo que solo hace que Jesús sea elegible para ser el mesías de la línea de David.
La sección comienza con Abraham, que tradicionalmente se considera el antepasado de todas las familias de la Tierra de Israel. Luego recorre las prominentes figuras del Antiguo Testamento de Isaac, Jacob y Judá. El pasaje también hace referencia a los hermanos de Judá, que no tienen un lugar real en la genealogía. Gundry sostiene que están incluidos porque el autor de Mateo está tratando de retratar al pueblo de Dios como una hermandad.
Hay varios problemas con las genealogías. La lista aquí es significativamente diferente de la que se encuentra en Lucas 3, donde la lista desde el cautiverio de Babilonia hasta el abuelo de Jesús es completamente diferente. Mateo omite varios nombres en partes donde la genealogía es conocida de otras fuentes, Joacim se omite en Mateo 1:11 y cuatro nombres se eliminan de Mateo 1:8. A diferencia de la mayoría de las genealogías bíblicas, la genealogía de Mateo menciona varias figuras que no están en la línea directa de descendencia, incluidas cuatro mujeres, Tamar, Rut, Betsabé y Rahab.
Varias teorías abordan estas preguntas. Una teoría popular es que, mientras Mateo proporciona la genealogía de José y su padre Jacob, Lucas detalla la genealogía del suegro de José, Helí. Por lo tanto, Mateo se centra en el linaje de la realeza de Jesús, en lugar de la línea biológica precisa (que posiblemente utilizó Lucas) a la que no tenía acceso. McLaughlin argumenta que debido a que Jeconías debe contarse en dos grupos diferentes para formar las «catorce generaciones» de Mateo 1:17, la genealogía aquí debe verse, no como una lista históricamente completa, sino como un dispositivo literario destinado a destacar cuatro eventos significativos en la historia de Israel: el pacto con Abraham, el pacto con David, el exilio de Babilonia, y especialmente el reinado del mesías, que es el tema del resto del Evangelio.
Otros eruditos dudan de estas teorías, y la mayoría de los que no creen en la inerrancia de la Biblia creen que uno o ambos son históricamente inexactos. La genealogía de Lucas contiene un número más realista de nombres, dado el período de tiempo, y la lista de Mateo también carece del nombre paponímico utilizado en el período. Gundry cree que la última parte de la lista de Mateo es «una gran figura retórica». Argumenta que en ese momento era perfectamente aceptable llenar los vacíos en una narración histórica con ficción plausible.

## Nacimiento de Jesús

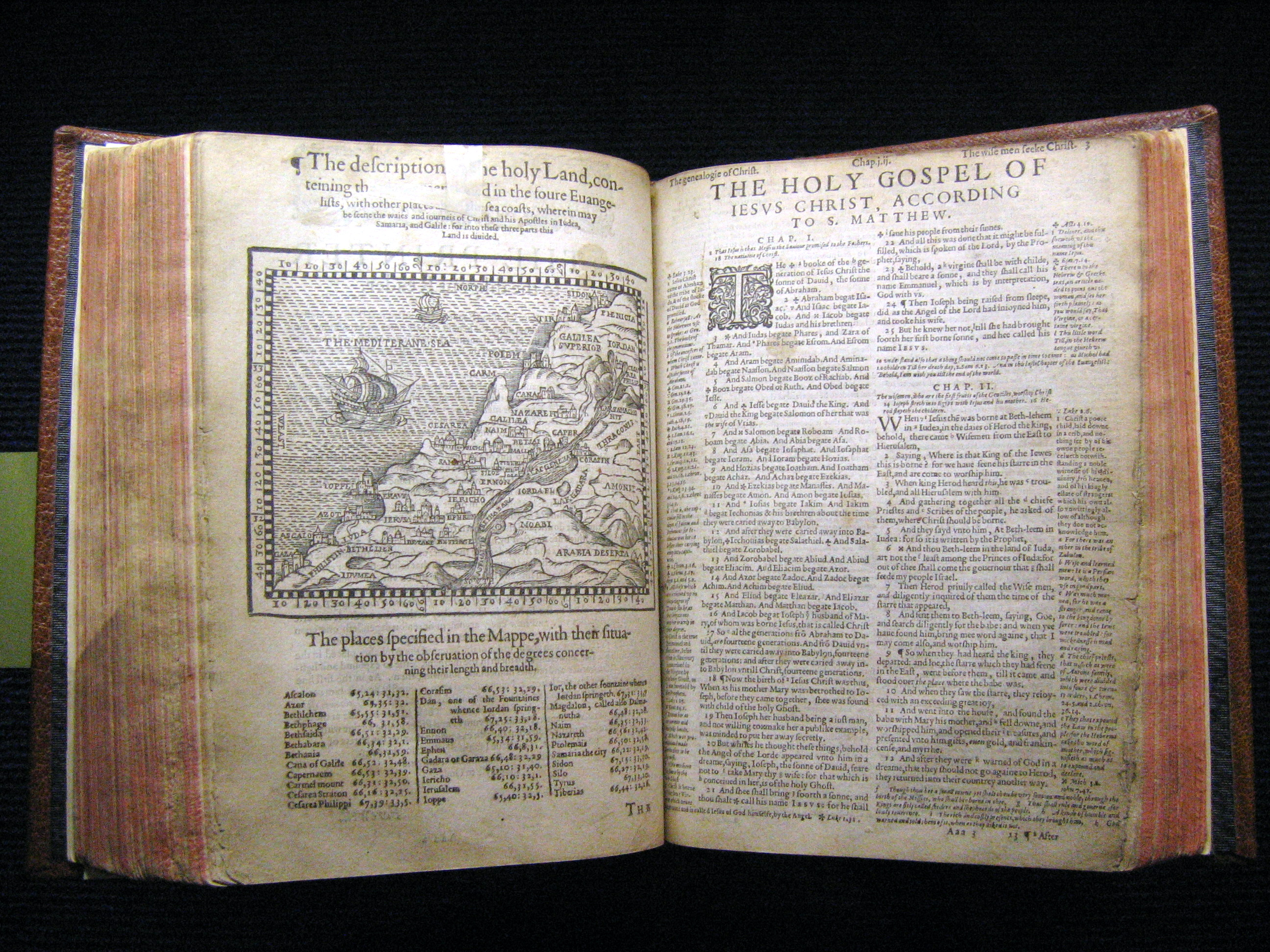
Capítulo 1 y parte del capítulo 2 del Evangelio de Mateo en la Biblia de Ginebra.

### Mateo 1:18-25
La segunda parte de Mateo 1 relata algunos de los eventos que llevaron al nacimiento de Jesús (Mateo 2:1). Mientras que Lucas y Mateo se centran en diversos detalles, se comparten las ideas más importantes, como el nacimiento virginal y la naturaleza divina de Jesús. A diferencia del relato de Lucas, Mateo se enfoca en el carácter y descubrimiento de José del embarazo de su prometida «antes que se juntasen» (Mateo 1:18), y el mensaje de un ángel que le dice a José que apoye a María, citando a Isaías 7:14 presagiando el nacimiento del Mesías.
El enfoque de esta sección en José es inusual. El teólogo suizo Eduard Schweizer sugiere que Mateo está mucho más preocupado por probar el estatus legal de Jesús como el hijo adoptivo de José, y por lo tanto, un heredero legal de David, que por probar el nacimiento virginal. Schweizer siente que esto demuestra que la audiencia prevista de Mateo era predominantemente judía, un patrón que continúa durante todo el Evangelio, y la importancia de las referencias del Antiguo Testamento proporciona más evidencia. Hill afirma que la cita de Isaías fue, de hecho, el elemento central y cree que toda la última parte del capítulo fue escrita para demostrar que la historia de Jesús coincide con la profecía.
Stendhal, por el contrario, ve la segunda sección de este capítulo como una gran nota al pie de la última línea de la genealogía, una larga explicación de por qué José es simplemente el esposo de la madre de Jesús, pero también por qué Jesús es el heredero de David. McLaughlin argumenta que Mateo reconoce que la profecía que Isaías le dio al rey Acaz en el pasaje del Antiguo Testamento referido se refería a una virgen que vivía en ese momento (es decir, la esposa de Isaías) y un hijo (a saber, Maher-Shalal-Hash-Baz), que nació como una señal a Acaz (Isaías 8:1), y él argumenta que Mateo vio el acto de salvación del cual el nacimiento de Maher-Shalal-Hash-Baz fue una señal como un «tipo» (o pre-figuración) de la salvación que vendría a través de la virgen y el niño que él estaba describiendo (a saber, María y Jesús).
Otros comentaristas creen que esta sección debe adjuntarse al segundo capítulo, que se divide en cuatro secciones, cada una centrada en un pasaje del Antiguo Testamento, y esta porción a menudo se considera como la primera de dichas secciones.

## Comentarios
Con la genealogía de Jesús hasta Abrahán, Mateo quiere mostrar que Jesús procede del pueblo de Israel, con el que Dios se comprometió en el  Génesis. Lucassin embargo remonta genealogía del Señor hasta Adán, para subrayar que Jesús pertenece a la humanidad entera.

Consustancial como era [Cristo] con el Padre, se dignó a su vez hacerse consustancial con su Madre, y siendo como era el único que se hallaba libre de pecado, unió consigo nuestra naturaleza (…). No hubiésemos podido beneficiarnos de la victoria del triunfador, si su victoria se hubiera logrado al margen de nuestra naturaleza. Por esta admirable participación, ha brillado para nosotros el misterio de la regeneración, de tal manera que, gracias al mismo Espíritu por cuya virtud fue concebido Cristo, hemos nacido nosotros de nuevo de un origen espiritual.

San Mateo desarrolla la genealogía señalando tres etapas de la historia de la salvación, y asignando a cada una de ellas catorce generaciones, aunque la duración de cada una de ellas no sea la misma. Parece claro que quiere dar un significado a los números. En hebreo, el valor numérico de las consonantes de la palabra David suma catorce (D = 4 + V = 6 + D = 4), por lo que es probable que de esta manera Mateo esté enseñando que Jesús es el verdadero hijo de David. Algunos autores piensan que, como en otros lugares del evangelio —las siete parábolas, los siete «ayes», el evangelista tiene en la mente el número siete, que indica plenitud, totalidad. Recoge seis generaciones de siete miembros, y Jesús inaugura la séptima, la de la plenitud.
También se da un fenómeno singular: el evangelista emplea una misma forma —«engendró»— para enlazar cada eslabón de la genealogía hasta llegar a José. Pero en el versículo 16 utiliza una fórmula distinta —«nació», literalmente: «fue engendrado»—, señalando de esa manera la acción de Dios en la concepción virginal de Jesús. Jesús, siendo Hijo de Dios, es Hijo de David a través de José.
En la genealogía se nombran cuatro mujeres: Tamar, Rahab, la mujer de Urías, Betsabé, y Rut. Las cuatro eran extranjeras que, de modo sorprendente, se incorporaron a la historia de Israel, es decir, a la historia de la salvación, de la que forman parte hombres y mujeres por igual. En el evangelio de Mateo son un símbolo, entre otros muchos, de que la salvación divina abarca a toda la humanidad.
Jesús, sin ser hijo de José según la carne, es, sin embargo, el Mesías descendiente de David. San José acepta con obediencia y, por designio divino, ejerce una verdadera paternidad sobre Jesús, imponiéndole el nombre y cuidando del Niño y de la Virgen. Así lo explica San Juan Crisóstomo:

No pienses que por ser la concepción de Cristo obra del Espíritu Santo, eres tú ajeno al servicio de esta divina economía. Porque si es cierto que ninguna parte tienes en la generación y la Virgen permanece intacta, sin embargo, todo lo que pertenece al oficio de padre sin atentar a la dignidad de la virginidad, todo te lo entrego a ti: ponerle nombre al hijo. Tú, en efecto, se lo pondrás. Porque, si bien no lo has engendrado tú, tú harás con él las veces de padre. De ahí que, empezando por la imposición del nombre, yo te uno íntimamente con el que va a nacer.

El texto indica que «María, su madre, estaba desposada con José». Los desposorios —qiddûshîn, literalmente: «santificaciones», «consagraciones»— eran un compromiso de unión matrimonial, con los efectos jurídicos y morales del verdadero matrimonio; de hecho, el adulterio de la desposada debía castigarse con la lapidación. Al cabo de un año, o más, se celebraba el matrimonio —nissûîn— con la conducción de la esposa a la casa del esposo. El texto enseña hasta qué punto José era justo, con una justicia que iba más allá de la letra de los preceptos, pues su actitud equivalía a dejar a María libre de los compromisos de desposada. No es extraño que muchos autores —Orígenes, San Efrén, San Basilio, San Jerónimo y Santo Tomás de Aquino, entre otros interpretaran su gesto no como sospecha sino como señal de su intuición de una acción de Dios en María: 

José se juzgaba indigno y pecador, y pensaba que no debía convivir con una mujer que le asombraba por la grandeza de su admirable dignidad. Él veía con temblor que Ella llevaba el signo cierto de la gestación de la divina presencia, y, como no podía penetrar en el misterio, determinó dejarla. (…) Se maravilló de la novedad del milagro y de la profundidad de misterio» 

«José, hijo de David…» (v. 20). Según la tradición judía, imponer el nombre a un niño significaba reconocerlo como hijo. Es Dios quien le ordena esto, y el evangelio describe así la vocación de José: 

María es la humilde sierva del Señor, preparada desde la eternidad para la misión de ser Madre de Dios; José es aquel que Dios ha elegido para ser “el coordinador del nacimiento del Señor”

«Jesús es el nombre propio del que es Dios y hombre, el cual significa Salvador, y no le fue impuesto casualmente ni por disposición humana, sino por consejo y mandato de Dios» 

Santa Teresa hace el siguiente comentario al respecto:

«Querría yo persuadir a todos fuesen devotos de este glorioso Santo, por la gran experiencia que tengo de los bienes que alcanza de Dios. (…) Que no sé cómo se puede pensar en la Reina de los ángeles en el tiempo que tanto pasó con el Niño Jesús, que no den gracias a San José por lo bien que les ayudó en ellos. Quien no hallare maestro que le enseñe oración, tome este glorioso Santo por maestro y no errará en el camino» 

1. ↑  El Codex Alexandrinus existente no contiene este capítulo debido a una laguna.